# Les Dames à la licorne
Pour les articles homonymes, voir La Dame à la licorne (homonymie).
Les Dames à la licorne est un roman de René Barjavel. Il a été écrit en collaboration avec Olenka De Veer et publié en 1974.
Contrairement à la plupart de ses œuvres, ce roman ne se situe pas dans un avenir plus ou moins lointain mais dans le passé. Si Barjavel est très connu pour ses œuvres de science-fiction, il offre ici un roman différent.

## Résumé
C'est l'histoire de cinq sœurs qui vivent en Irlande à la fin du XIXe siècle. Perdues sur une île, elles ont chacune leurs propres rêves, leur propre personnalité et leur propre destinée à vivre. Leur histoire  commence dix siècles plus tôt par le mariage du duc Foulques le Roux (voir Foulques Ier d'Anjou) avec une licorne dont sont issus les rois d'Angleterre puis les rois d'Europe et dont sont issues par la lignée des femmes, les cinq filles de Sir John Greene.

## Adaptation
Le roman Les Dames à la licorne a été adapté sous la même titre en téléfilm par Lazare Iglésis pour la première chaîne de la télévision française et diffusé en deux épisodes les 20 et 23 décembre 1982.

## Place du roman dans l'œuvre de Barjavel
Barjavel a écrit un autre roman où il explore les mythes du Moyen Âge : L'Enchanteur, l'histoire de Merlin. Une suite existe aux Dames à la licorne : il s'agit de Les Jours du monde, également coécrit par René Barjavel et Olenka De Veer.
Et il y a une suite aux Jours du monde, écrite par Olenka de Veer seule : La Troisième Licorne (paru en 1979).